# Consigliere

Estructura de una familia criminal mafiosa.

Consigliere ( /ˌkɒnsɪliˈɛəri/, pronunciación en italiano: /konsiʎˈʎɛːre/; plural consiglieri) es un término  italiano (en español significa consejero), empleado dentro de la estructura de liderazgo de la mafia siciliana, la 'Ndrangheta y la mafia estadounidense. La palabra se popularizó en el mundo angloparlante con la publicación de la novela El padrino (1969) y su adaptación al cine. En la novela, se muestra al consigliere como un consejero del jefe, con la responsabilidad adicional de representarlo en reuniones importantes tanto dentro de la familia como con otras.
El consigliere es un amigo y confidente cercano y de confianza, es la versión mafiosa de un gobernante mayor. Además de ser consejeros suelen ser también la "mano derecha" del jefe. Por la naturaleza del trabajo, es una de las pocas personas dentro de una familia que pueden objetar con el jefe, y su tarea es cuestionar a los jefes cuando es necesario y de esta manera asegurar que los planes sean a prueba de errores. En algunos casos, no es un ser ambicioso y da consejos desinteresados. Esta imagen pasiva del consigliere no debe confundirse con la realidad, pues la información que se dispone de ellos es escasa.
El jefe, subjefe, y el consigliere constituyen las tres principales posiciones de la administración de una familia criminal. La familia criminal Genovese es acreditada como la que inventó el rango del messaggero (en español, mensajero), quien tiene la tarea de servir como enlace con las otras familias mafiosas estadounidenses.